# Драчевица (община Студеничани)
 Тази статия е за скопското село.  За тиквешкото вижте Драчевица (община Демир Капия).  
Драчевица (на македонска литературна норма: Драчевица; на албански: Draçevica) е село в община Студеничани на Северна Македония.

## География
Селото се намира в областта Торбешия.

## История
В XIX век Драчевица е албанско село в Скопска каза на Османската империя. Според статистиката на Васил Кънчов от 1900 година Драчевица е населявано от 150 арнаути мохамедани.
След Междусъюзническата война в 1913 година селото попада в Сърбия.
На етническата си карта от 1927 година Леонард Шулце Йена показва Драчевица (Dračevica) като албанско село.
На етническата си карта на Северозападна Македония в 1929 година Афанасий Селишчев отбелязва Драчевица като албанско село.
Според преброяването от 2002 година Драчевица има 250 жители – 248 албанци и 2 други.